# DroneAI
DroneAIは、無人航空機で、一般社団法人DroneAI技術研究機構のブランドロゴとしても利用されている。
海外展開でのロゴはDroneaiやDrone AiまたはDAを利用している。

## 概要
大手電機メーカー出身者や大学などの研究者達が2017年5月に立ち上げた技術研究機関一般社団法人DroneAI技術研究機構が利用しているロゴ。
Drone AIの冠をつけるイベントや記事が多数、見受けられる。
商標権侵害と対応
2020年、2023年と2度にわたる商標権侵害に対して警視庁及び兵庫県警の協力のもと対応にあたる　

### 理事長
- 藤重 裕

### 理念
- 開物成務 日本の未来のために今できることを
- 命を守る社会の構築、技術は人の手助けに

## 事業所
- 本部：兵庫県神戸市東灘区岡本
- 他研究所の場所はセキュリティのため非公開

## 特徴
研究機関は複数の大手上場企業の創業家や経営陣、教育機関、幼稚園から大学・大学院を展開する学校法人創設家が関わっている。
時代が必要とするテーマを見据えた研究をしている。
その知見は、社会に役立てるために敢えて公開をしているようである。
日本初、世界初の試みを数多く持つ。特に多いのはDrone（UAV）の大会（DroneAICUP 略としてDAC)であり、技術の普及と向上を目的に子供から大人でも楽しみながら学べる教育重視の企画大会をもつ。ロボコンに近いDrone大会であるため、日本ロボット学会所属の研究者や電気系学会の研究者が在籍をしている。
AI（人工知能）関連の研究を行う、AIDroneは姉妹研究団体である。
DroneAIロボット事故調査委員会を保有し、事故調査の分析を行う。
防災研究や医療分野研究など、命に関わる研究を多数行っている一方で、バイオ分野研究の強化を行なっている。
グローバル研究機関という通り、海外とのネットワークに強みを持つ。
基調講演の依頼を受け、自治体や大学などで実施をしている。
ポスドクなどの研究者の受け入れを行っており、実社会と大学などの教育機関との緩衝材的な役割を担っている。
特別研究員制度を実施しており、特に優秀な若手研究員は独自に海外派遣を実施している。
生涯研究者としての研究の場の提供と機会創出を行っている。
政財界とのつながりを持つ。
姉妹団体　AIDrone（表記AiDrone)は現在、AIを中心に研究会の実施を行っている。

### 業績・実績
Droneのリスクと内製化の必要性を早くから謳っており、2020年に通信機器で問題となったスパイウェアが一部の海外Droneにあることを2017年はじめには中央官庁主催の公的会議の場で指摘をしている。実際にカナダやアメリカが公的に発表したのは、それから3年近く後であり、日本はそれに追随することになる。
大手電機メーカーでDrone技術の指南をし、複数の企画を共同で実施をしている。
学校法人大阪との産学連携として空飛ぶクルマの指南と基調講演を行なっている。
国防の視点でのDroneの在り方を政府関係者や自治体関係者が多数出席する公的会議の場で取り上げ、内包する問題点とリスクを的中させており、分析力解析力に強みを持つ。
以上のことは複数の中央官庁の議事録に記載がなされている。

## 関連団体
- AIDrone、阿武山保存会、われらはふるさと医療応援団など計16団体がある。